# Station Oława Dworzec Mały
Station Oława Dworzec Mały is een spoorwegstation in de Poolse plaats Oława.